# William Goering
William A. Goering (La Porte, 16 luglio 1932 – Black Forest, 8 giugno 2005) è stato uno schermidore statunitense.

## Palmarès
In carriera ha conseguito i seguenti risultati:
- Giochi Panamericani:

Chicago 1959: oro nella sciabola a squadre.
Cali 1971: argento nella sciabola a squadre.